# سیارک ۱۶۲۴۳
سیارک ۱۶۲۴۳ (به انگلیسی: 16243 Rosenbauer، نامگذاری:2000GO147) شانزده هزار و دویست و چهل و سومین سیارک کشف شده‌است که در ۴ آوریل ۲۰۰۰ کشف شد.
قدر مطلق سیارک برابر ۳۳.۸ است.